# Алиса (албум из 2001)
Алиса је албум истоимене поп и рок југословенске и српске музичке групе. Објављен је 2001. године за издавачку кућу ПГП РТС, на аудио касети и компакт диску. На албуму се налази осамнаест песама, а снимане су у студију М у Новом Саду, изузев песме Сања, која је снимана и продуцирана у студију Фокус у Београду.

## Песме
| Бр. | Назив песме                         | Трајање |
| --- | ----------------------------------- | ------- |
| 1.  | Бошко Буха                          | 04:13   |
| 2.  | Жена                                | 04:18   |
| 3.  | Цигарета                            | 03:47   |
| 4.  | Сећања                              | 04:43   |
| 5.  | Клиника                             | 02:49   |
| 6.  | Нема лека за човека                 | 04:46   |
| 7.  | Дођеш                               | 04:53   |
| 8.  | Сања                                | 04:32   |
| 9.  | Кестени                             | 02:38   |
| 10. | 1389                                | 04:07   |
| 11. | Да ли си чула песму уморних славуја | 05:21   |
| 12. | Нећемо на колена                    | 02:42   |
| 13. |                                     | 02:32   |
| 14. | Не могу да сањам                    | 03:32   |
| 15. | Скидам кошуљу да легнем             | 03:17   |
| 16. | Огледало                            | 03:05   |
| 17. | Ми нисмо деца среће                 | 04:30   |
| 18. | Нема ни Q                           | 04:03   |